# 1400年代
1400年代（せんよんひゃくねんだい）は、
1. 西暦（ユリウス暦）1400年から1409年までの10年間を指す十年紀。本項で詳述する。
2. 西暦1400年から1499年までの100年間を指す。15世紀とほぼ同じ意味であるが、開始と終了の年が1年ずれている。イタリア語では「クワトロチェント（Quattrocento）」と呼び、国際ゴシックから盛期ルネサンスの時代を指す。

## できごと

### 1401年
- 足利義満、肥富某・僧祖阿らを明に派遣する。
- 土御門内裏の修繕が始まり、諸国に造内裏段銭を課する。
- 足利義満、李氏朝鮮に使いを派遣する。
- 李氏朝鮮の太宗が中国の明朝より朝鮮国王として冊封を授かり、王を名乗る事を正式に認められる。

### 1402年
- アンカラの戦いでティムールがオスマン帝国を破る。
- 明の燕王、建文帝を倒して第3代皇帝に即位（成祖永楽帝）。
- 足利義満が中国の明朝より日本国王として冊封を授かり、王を名乗る事を正式に認められる。
- 北元，オルク・テムルが即位。国号「元」を使用せず韃靼を使う．
- スマトラ島のシュリーヴィジャヤ王室のパラメスワラ王子がマラッカ王国を建国。

### 1403年
- 明が首都・北平を北京と改名。

### 1404年
- 冊封使が初めて琉球へ来琉。日明貿易（勘合貿易）始まる。

### 1405年
- 明の成祖永楽帝、鄭和を南海遠征に派遣（ - 1433年）。

### 1406年
- ベトナムの胡（ホー）朝が崩壊し、明へ下る。
- 紫禁城の建設始まる。

### 1407年
- フランスにてオルレアン公ルイがブルゴーニュ公ジャン（無畏公）の配下によって暗殺される。

### 1408年
- 足利義満死去。